# Freedom (New Hampshire)
Freedom – miasto w Stanach Zjednoczonych, w stanie New Hampshire, w hrabstwie Carroll.